# Xã Breese, Quận Clinton, Illinois
Xã Breese (tiếng Anh: Breese Township) là một xã thuộc quận Clinton, tiểu bang Illinois, Hoa Kỳ. Năm 2010, dân số của xã này là 5.417 người.